# 薩爾瓦多內戰
薩爾瓦多內戰是由親美的薩爾瓦多軍政府與左翼法拉本多·马蒂民族解放阵线於1979年10月15日至1992年1月16日之間進行的內戰，被視為中美洲危機和冷戰的一部分。据联合国统计，內戰造成超過1%人口，約75000名無辜平民死亡及8000人失踪，並對薩爾瓦多的經濟帶來巨大打擊。同時軍政府在此次內戰中有著惡劣的侵犯人權紀錄，包括徵召童兵、大量抓捕左翼同情者、蓄意針對平民的襲擊（其中包括天主教堂的神職人員）、眾多婦女在期間遭受軍人性侵。 据联合国统计，战争中85%的罪行都可归咎于政府军和右翼游击队。
在卡特和里根主政时期，美国每日向萨尔瓦多军政府提供近2百万美金以支持萨尔瓦多经济。1983年5月，有报道称，一些美国军官在萨尔瓦多高级指挥部工作，并制定重要的战术决策。

## 背景

### 持续的社会危机
自20世纪20年代以来，萨尔瓦多一直由亲美军人实行独裁统治，国家的政治权力和经济命脉一直掌握在国內的『14家族』和以美国为主的外国垄断资本家手中，极端的经济不平等孕育着越来越严重的社会动乱，军政府的独裁统治也引起人民的强烈不满和反抗。1979年10月，在尼加拉瓜革命胜利的影响下，萨尔瓦多反對軍政府的情緒进一步高涨。

### 1970年代
1970年代，萨尔瓦多的贫富差距进一步拉大，10%的人口掌握该国80%的财富。随之而来的共产党活动加剧了社会动荡。
1970年，法拉本多·马蒂民族解放军从萨尔瓦多共产党内部分裂出来。1971年，萨尔瓦多人民革命军绑架并杀害了商人埃内斯托·雷加拉多·杜纳斯（Ernesto Regalado Dueñas）。
1972年2月的选举中，反对派们组成政治团体全国反对联盟，圣萨尔瓦多省市长何塞·纳波莱昂·杜阿尔特作为代表参加竞选。阿图罗·阿曼多·莫利纳通过提前暂停计票当上总统。3月，一群少壮派军官，计划一场政变，推翻莫利纳，未果。1977年，卡洛斯·温贝托·罗梅罗举行了一次欺诈选举，当上总统。1975年，国民抵抗军从萨尔瓦多人民革命军中分离出来。新生的游击队绑架商人和公职人员来威慑政府，例如罗伯托·波马（被人民革命军绑架）和毛里西奥·博尔戈诺沃·波尔（被人民力量解放阵线绑架）。莫利纳政府和他的继任者罗梅罗政府试图通过安全部队和准军事组织民族民主组织的镇压来遏制左翼运动的发展。

## 政变,镇压和起义：1979–1980

### 1979年的军事政变
随着紧张局势的加剧，萨尔瓦多革命执政委员会于1979年10月发动了一场政变。废黜了卡洛斯·温贝托·罗梅罗，出于对拉美左翼势力的担忧，卡特政府在萨尔瓦多扶植了新的军政府以维持稳定。随后美国投入了大量资金以支持萨尔瓦多经济。在罗纳德·里根上台后的1984年，美国向萨尔瓦多提供了近10亿美金援助。
在军方的压力下，军政府的全部三名文职成员于1980年1月3日辞职，之后11名内阁部长中的10名也辞职了。1980年1月22日，萨尔瓦多国民警卫队镇压了一场和平示威，造成多达50人死亡，数百人受伤。
2月6日，美国大使弗兰克·迪瓦恩（Frank Devine）通知国务院，极右翼正在与军方结盟并做好了斗争的准备。
萨尔瓦多革命执政委员会推行了土地改革，将个人所有土地限制在100公顷以内，将糖类咖啡工业国有化。计划于1982年2月举行选举，并于1979年11月6日解散了准军事私人敢死队
然而，土地改革计划遭到萨尔瓦多军方和经济精英的敌视，他们一开始就试图破坏这一进程。在得知政府打算将土地分配给农民并组织合作社后，富有的萨尔瓦多地主开始杀死自己的牲畜并将宝贵的农业设备越过边境运往危地马拉，许多萨尔瓦多精英在那里拥有额外的土地。许多选举产生的合作社领导人被暗杀。根据《Socorro Jurídico》的记载，政府策划的暗杀从1980年2月的234起在一个月内跃升至487起。

### 军方暴力镇压的目的
“萨尔瓦多军队和安全部队以及美国在八十年代的直接目标是阻止左翼领导的游击队及其同盟政治组织掌权。在萨尔瓦多冲突的这一点上，而后者比前者重要得多。军队通过镇压限制反叛者的势力。反叛者们没有武器，是由工会、学生和农民组织组成的“群众组织”，而这些组织可以在萨尔瓦多主要城市将成千上万的人动员起来，并可以通过罢工使这个国家停滞。”
美国军方的批评家认为：“这将使独裁暴力合法化，萨尔瓦多的政治权力将掌握在政府职位上的老派军事领导人手中，他们实行“改革与镇压”政策”。一位著名的天主教发言人坚持认为：“向萨尔瓦多提供的任何军事援助最终都会落入军队和准军事右翼团体手中，而他们才是该国问题的根源”。人权观察披露美国大使馆官员与敢死队在1980年1月绑架了两名法律系学生，“萨尔瓦多国民警卫队在一次示威中逮捕了这两名学生。将他们押送到美国大使馆前。一辆卡车驶来，将他们带走了，从此再没人看见他们。”

### 抵抗运动
政府运用游击队和军队进行镇压，任何反政府的行为都会带来生命危险，尽管如此，仍有许多人选择参加抵抗组织。政府的暴力行径也不仅限于活动人士，还包括任何“质疑官方政策”的人。一些边缘团体转变成游击队与政府军对抗，这些叛军中的许多人为了物质利益加入了集体行动；然而，许多农民在决定参战还有除物质利益以外的理由。他们认为参与斗争不仅是提升自己的一种方式，也是一种对公平正义的共同情感。甚至在内战之前，由于政治权力和经济的不平等，他们中的许多人已经投身于社会运动。此外，也有反叛者加入是出于对有产精英们制造的资源不平均的不满，包含阶级因素在其中。
他们认为自己在与不公正作斗争，并相信他们正在书写自己的故事，伊丽莎白·伍德将这种心理命名为“代理的乐趣”。 因此，农民组织起来的核心是团结起来反对他们的压迫者，不仅针对政府，包括社会精英阶层，这是反抗组织与马解阵线联合的关键因素。
1980年初，萨尔瓦多游击队、工人、共产主义者和社会主义者联合组成法拉本多·马蒂民族解放阵线，马解阵线立即宣布了反对政府的起义计划，于1981年1月10日发动了起义。这次起义在战争期间使马解阵完成了对莫拉桑省和查拉特南戈省的控制。他们对全国范围的军事目标实施打击，期间造成几百名平民死亡。马解阵线成员有老有少，有男有女，大多数人在萨尔瓦多山区和丛林中的营地接受训练，学习军事技术。
1989年11月，马解阵线发动大规模攻势，成功控制了该国大部分地区并占领首都。

### 罗梅罗大主教遇刺

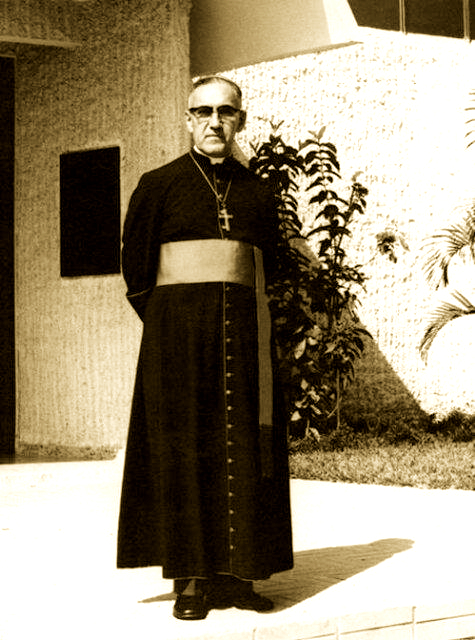
奥斯卡·罗梅罗

1980年2月，奥斯卡·罗梅罗向美国总统吉米·卡特致信。恳求他暂停美国对萨尔瓦多政权的军事援助计划。他强调“铁腕政治镇压人民捍卫的的是寡头们的利益”，而美援只会加剧对那些争取人权的人民组织的非正义行径。
1980年3月24日，罗梅罗总主教于La Divina Providencia医院的礼拜堂做弥撒时被暗杀。卡特总统表示，这是“令人震惊和不合情理的行为”。 一周后，在他的葬礼上，政府资助的狙击手在故宫和Gerardo Barrios广场外围射杀了42名哀悼者。
1980年5月7日，前陆军少校罗伯特·德阿武因松与一群平民和士兵在一个农场被捕。警方发现了将他和杀害大主教罗梅罗的敢死队的组织者和资助者联系起来的文件。他们的被捕引发了极右翼恐怖分子向政府施压，迫使当局释放奥比松
1993年联合国调查显示，德奥比西就是刺杀罗梅罗主教的策划者。
在罗伯特·奥比松被捕一周后，新成立的军事组织全国民主组织（ORDEN）和国民警卫队与洪都拉斯军方合作，于1980年5月14日在桑普尔河进行了大规模屠杀。其中有约600名平民丧生，其中大部分是妇女和儿童。逃亡的村民被洪都拉斯武装部队阻止过河，“然后被萨尔瓦多军队冷血地射杀”。据估计，在1980年期间，萨尔瓦多军队和三支安全部队（国民警卫队、国家警察和财政部警察）杀害了11,895人，其中大多数是农民、工会会员、教师、学生、记者、人权倡导者、牧师、和其他流行运动中的突出的民运人士。

### 谋杀和强奸美国修女
1980年12月，萨尔瓦多国民警卫队成员被怀疑强奸并谋杀了四名美国天主教妇女(三名宗教修女和一名外行妇女)。玛利诺外方传教会的教士姐妹Maura Clarke，Ita Ford、Ursuline，Dorothy Kazel和外行女Jean Donovan在执行天主教救济任务，为行刑队的受害者提供食物、住所、交通、医疗和埋葬时遇害。1980年，有至少20名宗教界人士在萨尔瓦多遇害。随着战争的进行，对教会人员的谋杀案数量也在增加。例如，中美洲耶稣会大学的两名主教、十六名神父、三名修女、一名神学院学生和至少27名平信徒被谋杀。通过杀害教会人物，“军方领导层表明它的强硬立场并敢于消灭那些它认为是对手的人。他们将教会视为反对军队及其统治的敌人。”
由于谋杀案的影响，美国的军事援助被短暂中断，但在六周内又恢复了。即将卸任的卡特政府将对萨尔瓦多武装部队的军事援助增加到1000万美元，其中包括500万美元的步枪、弹药、手榴弹和直升机。

### 镇压加强
美国的其他盟友也开始支持萨尔瓦多政府，例如智利军政府向萨尔瓦多武装部队提供了大量训练和战术建议，因此萨尔瓦多最高指挥部于1981年5月授予奥古斯托·皮诺切特将军著名的何塞·马蒂亚斯·德尔加多勋章，以表彰其政府的热心支持。作为查理行动的一部分，阿根廷军政府支持萨尔瓦多武装部队。

## “排干大海”：1980–1981
为应对不断扩大的叛乱，萨尔瓦多军队效仿危地马拉采用焦土政策。这些策略同样也来自于美国在越南战争中的经验。 萨尔瓦多军队平叛战略被称作“排干大海”即通过消除其在农村的支持基地来消除叛乱。主要目标是平民——驱散或杀死他们，以消除对叛军的任何可能支持 “排干大海”的概念源于毛泽东语录——“游击队必须活动于人民之中，犹如鱼游于水中一样。”
人权观察的执行董事 Aryeh Neier在1984年对焦土政策的评论中写道：“这可能是赢得战争的有效战略。然而，它是一种涉及使用恐怖战术的战略——轰炸，扫射、炮击，偶尔还会屠杀平民。”

### 1981年焦土攻势
1981年3月15日，萨尔瓦多军队在萨尔瓦多北部靠近洪都拉斯边境的卡巴尼亚斯省开始了“扫荡”行动。在“扫荡期间”萨尔瓦多军队处决了所有被军队抓获的人。因“扫荡”而流离失所的难民躲在山洞和树下以保全性命。在3月18日，也就是卡瓦尼亚斯扫荡开始三天后，4到8,000名扫荡幸存者（主要是妇女和儿童）试图穿越里奥伦帕河进入洪都拉斯逃生。他们被萨尔瓦多和洪都拉斯军队阻拦，萨尔瓦多空军对难民实施轰炸。造成逾189人死亡。
1981年11月11日，卡巴尼亚斯省的第二次扫荡开始。动员了1,200名士兵，其中包括阿特拉卡特营的成员。（阿特拉卡特营是1980年在巴拿马的美国陆军学校组织的快速反应反叛乱营。被描述为“美利坚合众国在圣萨尔瓦多的荣耀，能在反游击行动中出击，扭转战局。”）
1981年11月的行动由以残暴著称的前财政部警察局长西吉弗雷多·奥乔亚中校指挥。奥乔亚是罗伯特·德阿武因松少校的亲密伙伴，据称参与了对奥斯卡·罗梅罗大主教的暗杀。德奥比松和奥乔亚都是杰拉尔多·巴里奥斯上将军事学校1966级La Tandona班的同学。官方将入侵卡巴尼亚斯描述为一次“清洗”行动。成百上千的平民被乔奥亚的部下屠杀。奥乔亚上校声称击毙数百名游击队员，但只向记者展示了15件缴获的武器，其中半数是假枪，这表明在扫荡中丧生的大多数人都是手无寸铁的平民。

### 埃尔莫佐特大屠杀
1980年12月11日，在“扫荡”的一个月后，萨尔瓦多军队占领了埃尔莫佐特，并在当地杀害了近1000名平民，其中包括146名儿童。 阿特拉卡特营士兵声称这些成年人与游击队合作。战地指挥官说他们奉命杀死包括孩子在内的所有人，他声称如果他们让他们活着，他们长大后就会成为游击队。 “我们打算给这些人留一个教训”他说。
美国政府否认大屠杀的存在，将任何有关的报道都指责为“左派的宣传工具”，直到1990年相关档案的解密。
美国政府及其在美国媒体中的盟友抹黑那些报道暴行的美国记者，他们发起了一场宣传运动，掩盖萨尔瓦多军队的人权记录以及美国在武装、训练和指导军队方面的作用。根据迈克尔·马辛和安东尼·刘易等记者在哥伦比亚新闻评论的报道，这些抹黑使其他美国记者淡化了对萨尔瓦多政府罪行和美国支持该政权的报道。
1981年国际特赦组织指出，萨尔瓦多安全部队要对“战争中对屠杀，肢解平民，对非军事人员施以酷刑负责”。这篇报道同时指出，随着的更多杀戮策略的实施，暴行将越来越系统化。军方甚至使用肉类包装厂来处理尸体。8月20日至25日，敢死队斩首了83人。
1981年，《Socorro Jurídico》记录了13353起来自军方的处决。其真实遇难人数还要更多。在农村，许多受害者家属因害怕遭到报复而保持沉默。人权观察认为这个数字还过于保守。《Socorro Jurídico》降低标准后，将数字更正为16000多起。

## 临时政府和持续的暴力：1982-1984

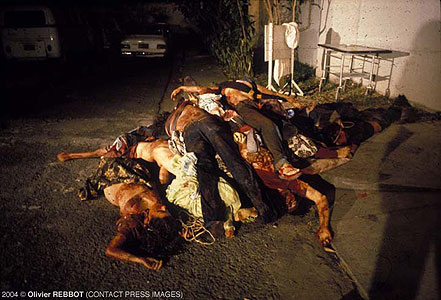
1981年，圣萨尔瓦多省的死者

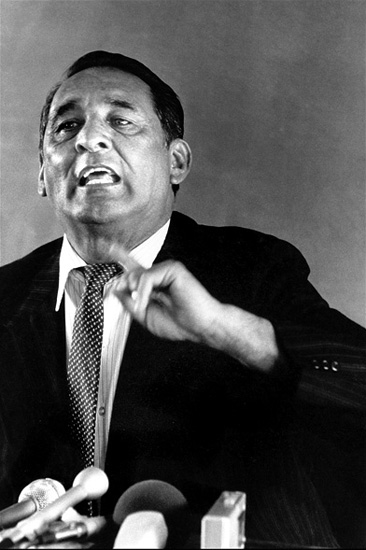
何塞·纳波莱昂·杜阿尔特1982年在基督教民主党会议上

### 和平提议遭拒
1982年，马解阵线开始呼吁建立「广泛参与的政府」的和平解决方案。里根政府则指责马解阵线要建立一个「共产主义独裁政权」。 原计划的大选在右翼恐怖分子袭击和马解阵线的抵制下被打乱。萨尔瓦多全国律师联合会拒绝参与起草1982年选举法。他们声明，丧失权利和自由的戒严状态下，选举不可能做到自由公平。

### 马解阵线继续活动
马解阵线袭击了萨尔瓦多的伊洛潘戈空军基地，摧毁了6架休伊直升机、18架达索乌拉根飞机中的5架和三架C-47运输机。 1982年2月至4月期间，有439起破坏行动被报道。1月至9月期间，涉及爆炸物或纵火行为上升至782起。 美国大使馆估计经济基础设施的破坏造成损失约为9800万美元。 马解阵还在首都进行了大规模的进攻，并临时占领了该国内陆的城市中心。根据一些报道，叛军人数在4,000到5,000人之间；也有人称这个数字在6,000到9,000之间。

### 临时政府
1982年4月29日举行了大选，萨尔瓦多立法议会给军方提名的三个候选人投票。阿尔瓦罗·马加尼亚获得了36票中的17票，领先于民族主义共和联盟与全国统一党于5月2日宣誓就职。

### 更多的暴行
1982年5月24日，美洲人权委员会在潘奇马尔科附近发现了一处含有150具尸体的秘密墓地。距圣萨尔瓦多省约十二公里。1982年6月10日，有近4000支部队对查拉特南戈省进行了扫荡，近600人死于扫荡行动。萨尔瓦多战地指挥官声称数量不详的平民反叛同情者或“masas”被杀，同时宣布行动成功。 19天后，军队又在圣萨尔瓦多省附近屠杀了27名平民。萨尔瓦多国防部公报称“这一行动是我们官兵训练和专业化的结果。”
1982年至1983，一年的时间内有近8000人被军队杀戮。尽管这一数字大大低于人权组织在1980年和1981年报告的数字，定点处决和滥杀滥伤仍然是军队和国内安全部队的一项固定政策，威廉姆·斯坦利教授将其称之为“大规模谋杀战略”，旨在恐吓平民。1980年代担任萨尔瓦多武装部队总参谋长的阿道夫·布兰登将军曾表示：“在 1983 年之前，我们从未俘虏过战俘。”

### 政府谋杀人权和工会领袖
1983年3月，非政府组织萨尔瓦多人权委员会主席马里亚内拉·加西亚·维拉斯在瓜萨帕火山被军队俘虏，后被折磨致死。维拉斯一直在当地收集有关军队可能使用白磷弹的证据。
1983年4月，人民力量解放阵线领导人安娜·玛丽亚，在尼加拉瓜的马那瓜被谋杀。她的上级卡耶塔诺·卡皮奥据称与谋杀有关。在安娜·玛丽亚遇害后不久，他在马那瓜自杀。他们的死影响了马解阵和人民力量解放阵线进行人民战争的进程。
1984年2月7日，在杜阿尔特对工会的镇压行动中，9名工运领袖以及7名工会领导层官员被国民警卫队逮捕并送至军事法庭。80多名工会成员在冲击国家警察时被逮捕。
在为期15天的审讯中，九名劳工领袖被刑讯逼供，被要求承认是游击队成员。他们被蒙着眼在认罪书上签字。警方的官方声明称，他们被指控“向管理层提出更高工资和福利的要求，并推动罢工，从而破坏经济稳定”。一名美国官员表示，大使馆“密切关注逮捕行动，并对逮捕程序感到满意”。

## 杜阿尔特总统时期：1984–1989

### 操纵选举和取消问责制

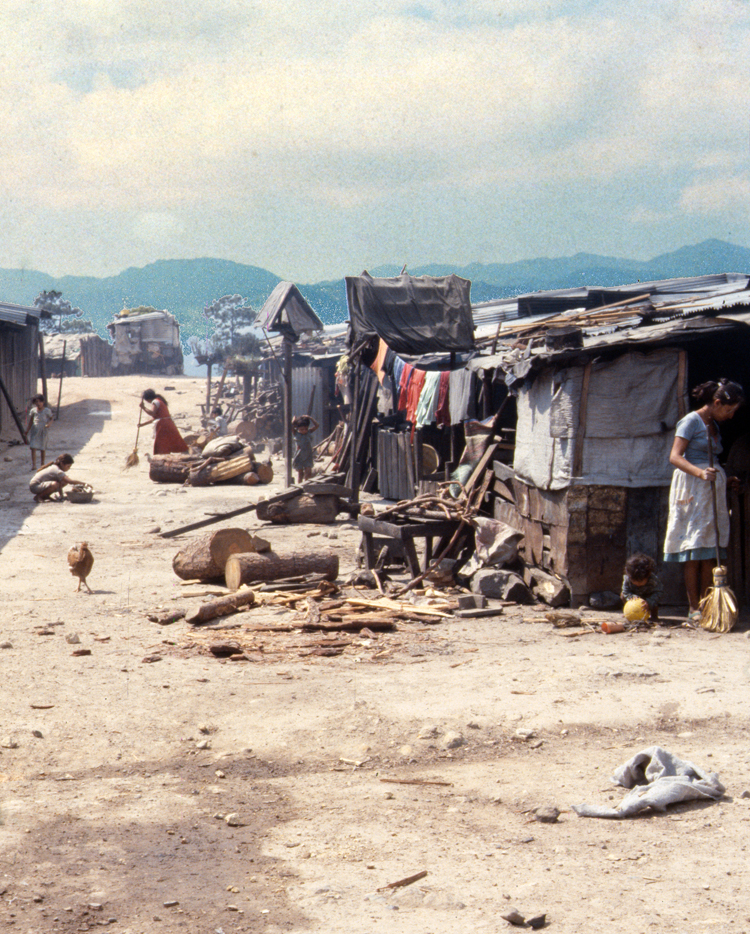
1987年洪都拉斯的难民营

罗纳德·里根和杜拉尔特

1984年大选期间，基督教民主党的杜阿尔特以54%投票率击败了民族主义共和联盟的罗伯特·德阿武因松。选举是在军事管制下进行的，基督教左翼候选人被禁止参加大选。 为阻止德阿武因松担任总统，中央情报局为杜阿尔特的竞选活动提供了大约200万美元。中央情报局为整个选举投入了1000万美元，用于选举技术、行政管理和国际观察员。
杜拉尔特当选后，侵犯人权的事件虽时有发生，但有所减少。阿尔特政府的政策试图通过将三支安全部队置于国防部副部长的直接监督之下，使该国的三支安全部队对政府负责，但事实上三支部队继续由正规军官单独指挥，因为政府内部的指挥结构取消了责任划定。
杜阿尔特政府也没有让参与严重侵犯人权行为的安全机构中的人员退役，而是简单地将他们分散到该国其他地区的岗位上。

### 军队屠杀

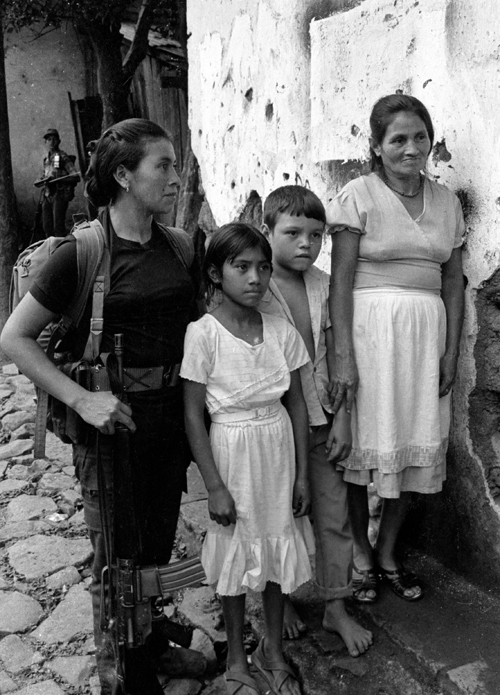
1990年的萨尔瓦多人民革命军

1984年7月的人权观察指出，阿特拉卡特营杀害了80名平民，一个月后在查拉特南戈省又杀害了50名难民。妇女在被强奸后被杀害。在1984年和1985年期间，萨尔瓦多武装部队在查拉特南戈省制定了一系列“公民行动”计划，包括建立“公民防御委员会”以保护种植园和企业免受游击队的袭击，以及建立一些自由开火区（军队可以在自由开火区内射杀一切人员）。这些措施是在前卡巴纳斯指挥官西吉弗雷多·奥乔亚·佩雷斯中校的领导下实施的。此人曾因叛变被流放到美国陆军战争学院。1985年查拉特南戈省建立了15个自由开火区，任何未经军队确认的居民都被视为叛乱分子。奥乔亚在接受采访时表示，自由火力区内的地区容易受到萨尔瓦多空军不分青红皂白的轰炸。奥乔亚的部队在1985年8月扫荡一个自由开火区时屠杀了约40名平民。奥乔亚禁止红十字会进入当地提供任何人道主义援助。 据报道，奥乔亚的部队在1984年9月至11月期间用迫击炮炸死约1,400名反叛支持者。
国际特赦组织在其1987年的年度审查中报告说，“在中美洲存在一些最严重的侵犯人权行为”，特别是危地马拉和萨尔瓦多，“绑架和暗杀是政府对抗左翼的常用手段”。1987年10月26日，萨尔瓦多人权委员会领导人赫伯特·埃内斯托·安纳亚在行车时被刺杀。一些人权组织将自杀式袭击和失踪事件的增加与早期被政府镇压的民众组织的重新活跃联系起来。陆军行动负责人蕾妮·埃米利奥·庞塞上校断言，游击队正在“他们正处于在城市发动群众的第一阶段”。

### 和平谈判
1987年中美洲和平协定谈判期间，马解阵线要求解散所有敢死队，追究其成员的责任。1987年10月，萨尔瓦多议会批准特赦内战相关罪行。特赦令允许释放全部游击队成员及同情者。根据这些法律，400名政治犯获释。叛乱分子有十五天的时间向部队投降以换取赦免， 同时也对参与侵犯人权的军队、安全部队和准军事人员进行了特赦。

### 行刑队行动
1988年10月，国际特赦组织报告说，行刑队在过去的18个月中绑架、折磨和杀害了数百名持不同政见者嫌疑人。大多数受害者是工会会员和合作社成员、人权工作者，难民，政治犯，还有反对暴行的司法人员。
敢死队中包括武装部队和安全部队成员，他们习惯穿着便衣，使用带有有色窗户且没有车牌的卡车或货车。报道称，他们“效率惊人”，可以在众目睽睽之下射杀和绑架目标人物。受难者“被失踪”。他们的尸体“通常被发现被肢解、斩首、肢解、勒死或表现出酷刑或强奸的痕迹”。行刑队的风格是“秘密行动，但留下残缺不全的受害者尸体作为恐吓民众的手段”。

### 1989年马解阵线的反扑

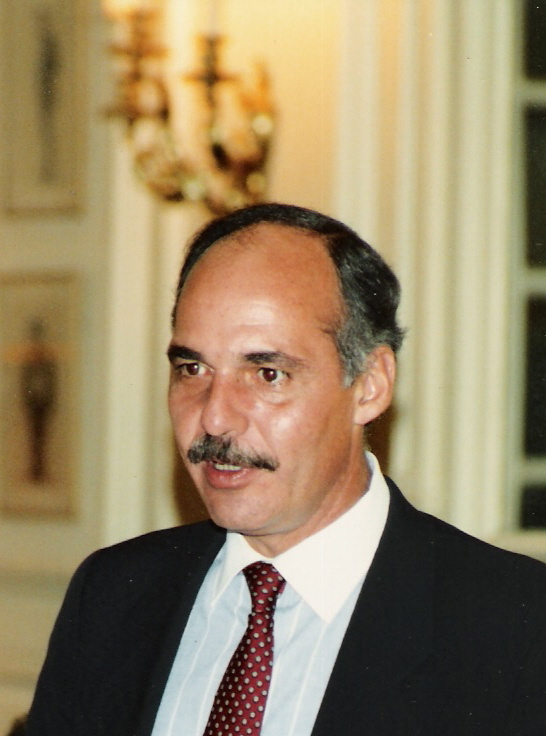
阿尔弗雷多·克里斯蒂亚尼·布尔卡德,1989年9月

马解阵线对1988年选举的结果以及军方使用恐怖策略和恐吓选民的结果感到愤怒,于1989年发动了总攻.这次攻势首次成功推进到圣萨尔瓦多省的富人区，随后开始有计划地刺杀军官和政府官员。
政府进行了新的镇压运动进行报复，主要是针对民运积极分子。据萨尔瓦多人权委员会统计，19895月-1990年5月间军队共制造了2868起杀戮事件。政府的准军事组织在同一时期非法拘留了1,916人，并有250人失踪。2月13日，阿特拉卡特营袭击了一所野外医院。杀害了五名伤员，一名医生和一名护士。

### 美国反应
美国副总统丹·奎尔在访问萨尔瓦多时警告军方侵犯人权的行为必须被制止。与军方有关的消息人士称，奎尔的警告被驳斥为美国国会面向公众的一次宣传营销。与此同时，批评人士认为，美国军事顾问可能正在向萨尔瓦多军方发出不同的信息：“只要不被发现，你可以做任何有必要的事情来阻止共产主义”。前美国情报官员建议行刑队便宜行事，减少证据的留存，如将尸体丢入海里而不是抛在大街上。西半球安全合作学院长久以来一直为萨尔瓦多训练行刑队队员，其中包括罗伯特·德阿武因松。

### 萨尔瓦多国家恐怖主义
1989年10月1日，行刑队爆破了萨尔瓦多工人全国工会联合会，造成8人死亡，26人受伤。同一天早些时候，另一枚炸弹在受害者倡导组织，萨尔瓦多失踪和遇刺政治犯母亲和家庭成员委员会的总部外爆炸，造成4人受伤。

### 处决小队对教堂的袭击
早在1980年代，中美洲大学就遭到了军队和行刑队的袭击。1989年11月16日，在马解阵线进攻开始五天后，阿特拉卡特营的军人半夜进入中美洲大学校园，处决了六名耶稣会神父——伊格纳西奥·埃拉库里亚、塞贡多·蒙特斯、伊格纳西奥·马丁-巴罗、华金·洛佩斯、胡安·拉蒙·莫雷诺、阿曼多·洛佩斯和他们的家人。神父们被从学校的床上拖下来，机枪扫射致死，尸体被肢解。据报道，阿特拉卡特营在事发48小时前曾受到美军指派。一天后，六名男子和一名青年在首都圣萨尔瓦多被政府军士兵屠杀。据目击者说，这六名男子被排在砖石墙上并被枪杀。当时碰巧路过的第七个青年也被处决了。萨尔瓦多政府随后开始了一场运动，摧毁了一个提供社会保障的自由派天主教会，军队称该网络是支持游击队的“前线组织”。牧师、非专业工作者和人道主义机构的外国雇员和教会工人被逮捕和驱逐出境。一名美国公民的教会志愿者说，她在圣萨尔瓦多的财政部警察总部被蒙住眼睛，遭受酷刑，而一名美国副领事只是“与主管上校一起喝咖啡”。

### 僵局和压力

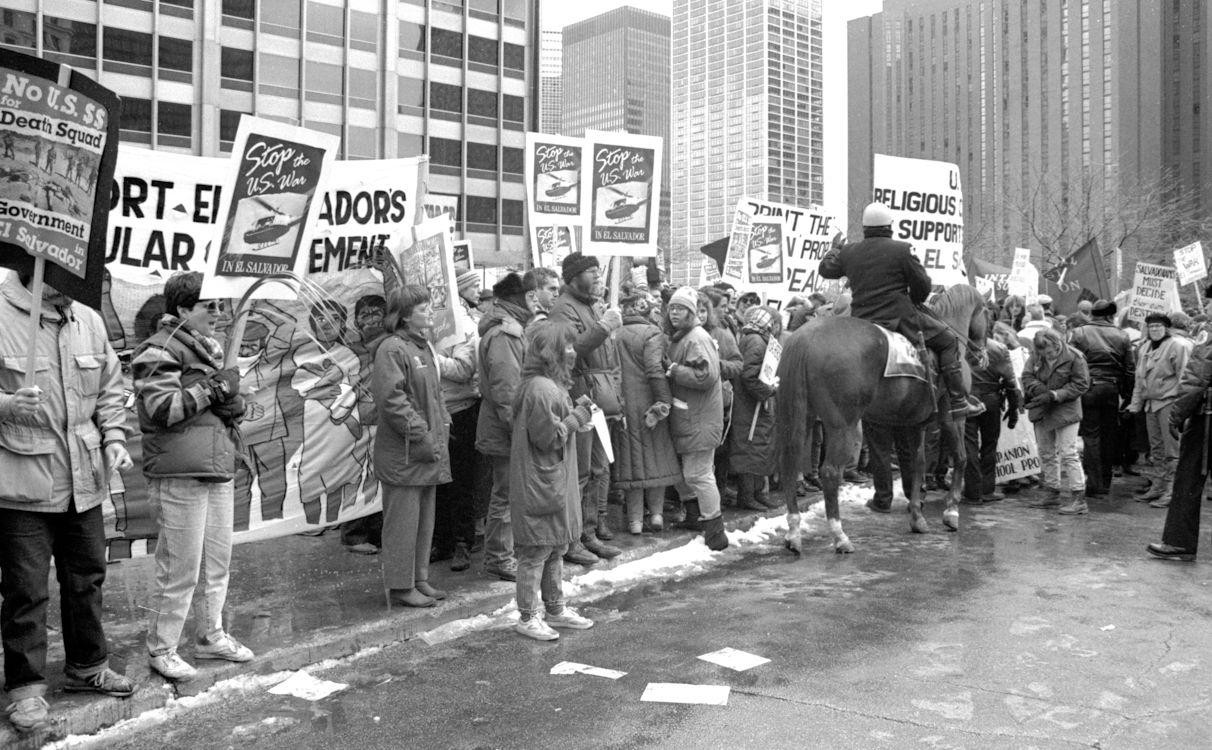
在美国抗议的萨尔瓦多人

然而，六名耶稣会神父的遇害和1989年11月马解阵线在圣萨尔瓦多的“最后攻势”是关键的转折点，增加了国际压力和来自反战国民的国内压力，需要找到替代军事僵局的替代方案。随着冷战的结束，国际上对马解阵线的支持正在下降，正如国际上对萨尔瓦多武装部队的支持正在减弱，因为里根政府让位于淡化意识形态的布什政府，冷战的结束也减轻了美国对中美洲潜在多米诺骨牌效应的担忧。
截至1989年，萨尔瓦多有75%的人口生活在贫困线以下，自1983年以来，大多数萨尔瓦多人的生活水平下降了30%。失业率达到50%。许多人仍得不到生活保障。通货膨胀率上升了近40%，资本外逃估计达到10亿美元，精英逃税现象严重。 尽管美国提供了近30亿美元的经济援助，但人均收入却下降了三分之一。
美国向萨尔瓦多城市企业提供经济援助，但大多数贫困人口几乎没有得到任何援助。财富的集中度甚至高于美国管理的土地改革计划之前。土地法为经济精英攫取利润，而农村合作社处于长期负债状态，无法在资本市场上竞争。寡头们经常从无法支付贷款的农民手中夺回土地。 而司法系统不公正导致农民无法维权。截至1989年,1%的地主拥有萨尔瓦多41%的耕地。而60%的农民根本就没有土地。

## 行刑队与和平协定：1990-1992

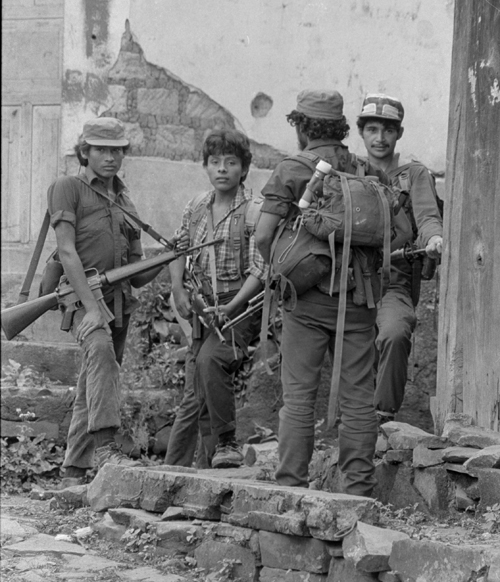
萨尔瓦多人民革命军，1990年

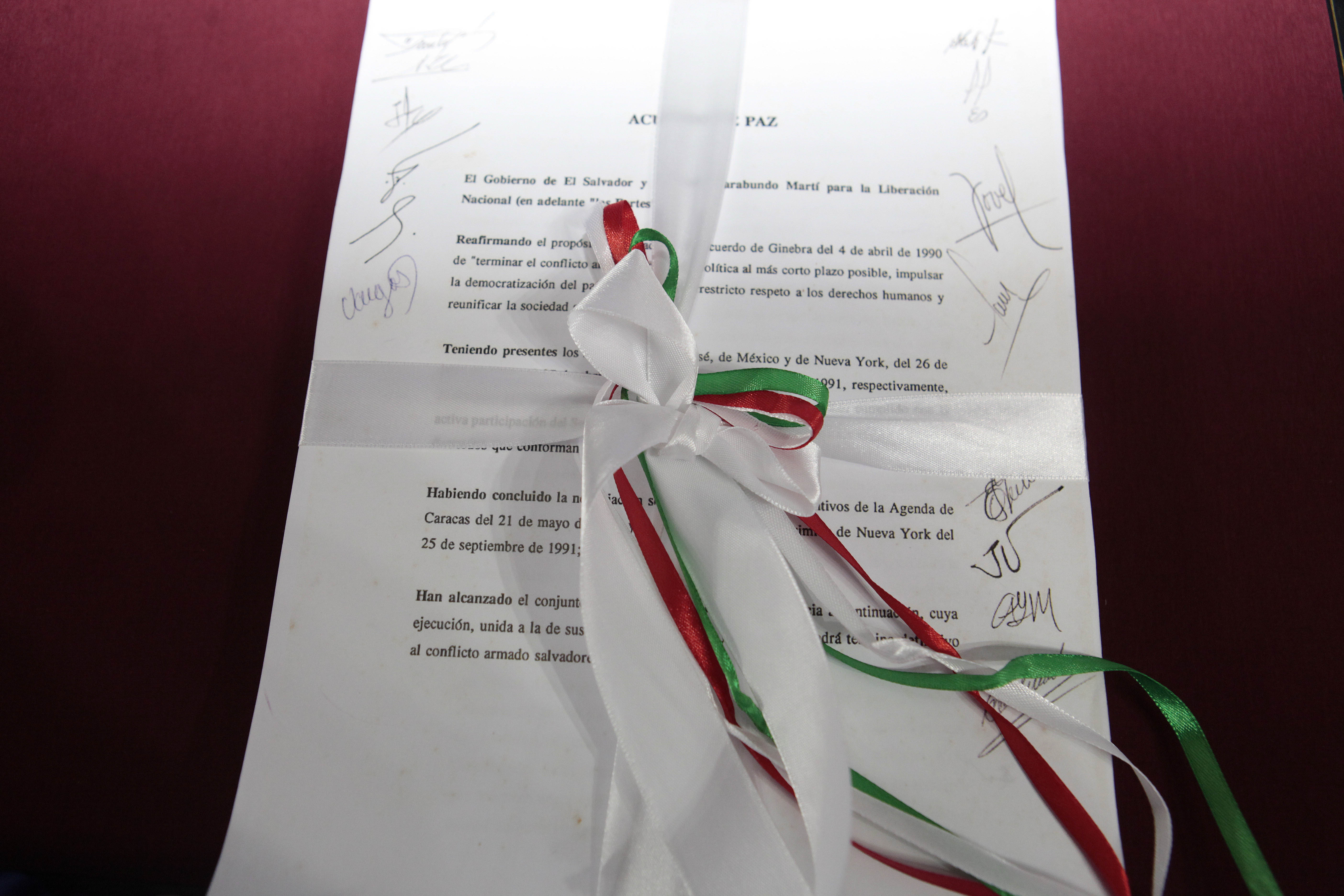
查普尔特佩克和平协定

经过10年的战争，在5389000人口中，有100多万人流离失所。40%的新流离失所者的家园被完全摧毁，另有25%需要重新修整。1990年，尽管克里斯蒂亚尼政府和马解阵线于7月26日签署了联合国人权协议，但行刑队还在活动。. 1990年，布什政府声称：“美洲企业倡议创建半球自由贸易区来改善投资环境”。
布什总统于1991年1月16日授权向萨尔瓦多武装部队提供4250万美元的军事援助。1月下旬，中间偏左政党民主融合党（Democratic Convergence）的乌苏卢坦办事处遭到手榴弹袭击。2月21日，民主民族团结党（UDN）的一名候选人及其怀孕的妻子在无视行刑队威胁离开该国后被暗杀。在竞选活动的最后一天，另一名候选人眼睛被右翼政党民族主义共和联盟（Arena）的枪手击中。
尽管Arena主导的中央选举委员会破坏投票站，恐吓选民，暗中销毁选票，但美国官方观察小组仍宣布选举是“公平自由的”。
1991年，行刑队制造的杀戮和失踪事件仍没有终结，反对派政治家、农民、妇女代表，教会和民间组织成员全年不断受到死亡威胁。
马解阵线杀害了两名受伤的美国军事顾问，并对平民进行袭击、绑架和暗杀。战争在1991年加剧，因为军队和马解阵线都试图在停火前在联合国斡旋的和平谈判中获得优势。因此，武装部队非法处决数量有所增加。最终，到1991年4月，休战谈判成功，1992年1月战争结束。1992年1月16日《查普尔特佩克和平协定》签订。武装部队受到管制，建立了民警部队，马解阵线从游击队转变为政党，并于1993年立法大赦。

## 影響

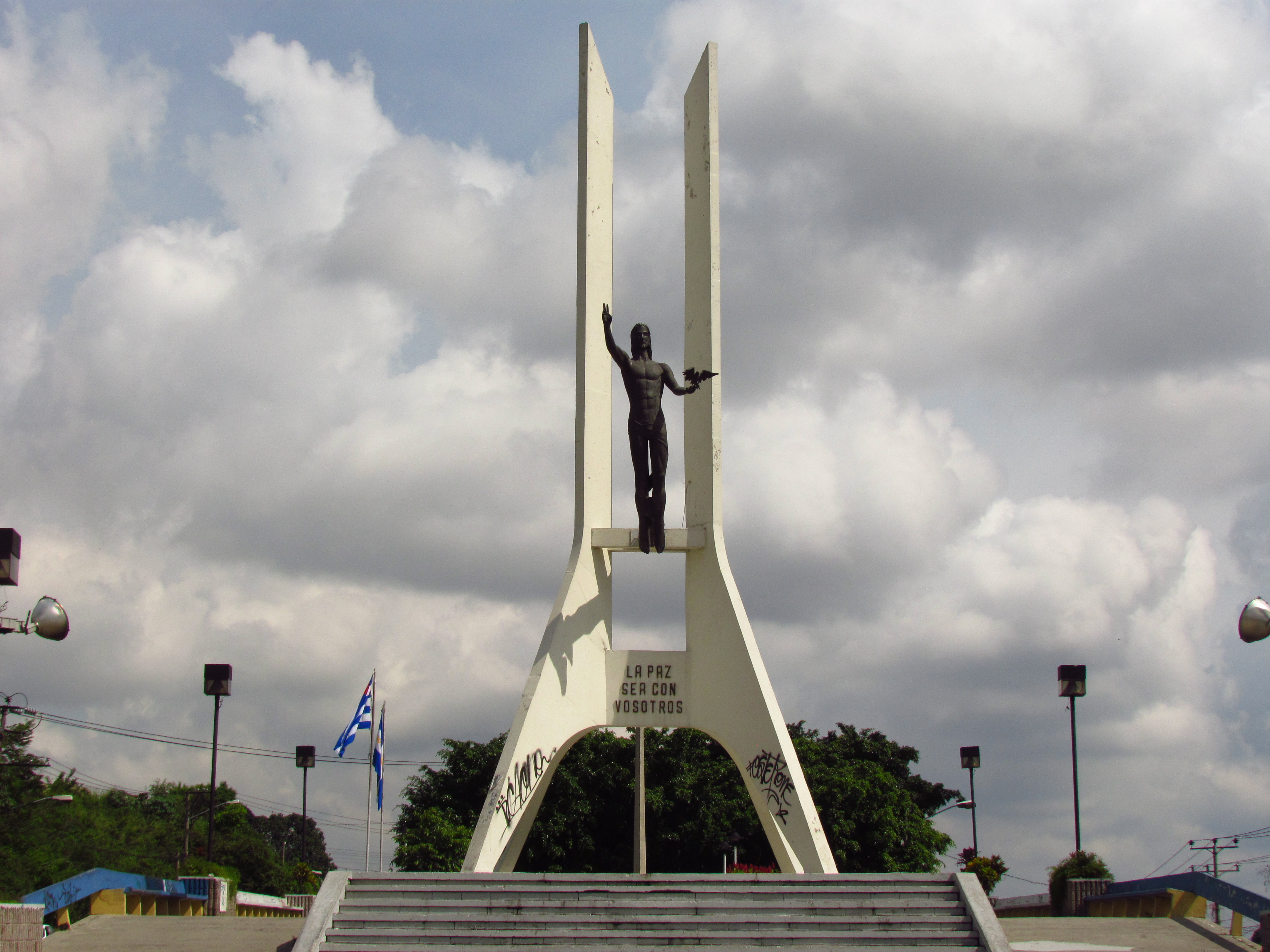
1994年建立的和平紀念碑，以紀念《查普爾特佩克和平協定》

內戰持續了12年多，聯合國報告稱戰爭在1979年至1992年期間造成7.5萬人死亡、1.2萬人受傷、8000人失蹤、上百萬人逃亡國外，經濟損失達18億美元，基礎設施遭到嚴重的破壞。戰爭以1992年1月16日，雙方在墨西哥簽署《查普爾特佩克和平協定》而告終，但在2016年薩爾瓦多最高法院裁定，1993年的大赦法違反憲法，薩爾瓦多政府可以起訴戰爭罪犯。